# ENDLESS DREAM
『ENDLESS DREAM』（エンドレス・ドリーム）は、織田哲郎の9作目のオリジナル・アルバム。1992年6月24日に発売された。

## 解説
前作『いつかすべての閉ざされた扉が開かれる日まで』から2年2か月ぶりのアルバムで、BMGビクター移籍第1弾。
先行シングル「いつまでも変わらぬ愛を」、近藤房之助とのコラボレーション・シングル「BOMBER GIRL」を収録。
織田が一部の楽曲でエレクトリック・シタールを初めて演奏した。

## チャート成績
ソロ・デビュー9年にして初のオリコンチャート10位にランクインした。

## 収録曲
（特記以外）作詞・作曲・編曲：織田哲郎／作詞：康珍化（3）
1. （Journey to the） Endless Dream（5:31）[1]
2. 君に会うために（4:04）[1]
3. BOMBER GIRL（近藤房之助&織田哲郎）（4:56）[1]
4. Wonderful Night（7:09）[1]
5. DON'T YOU WANNA TOUCH ME?（5:47）[1]
6. SUNDOWN（Instrumental）（3:43）[1]
7. そのままの君が素敵さ（4:00）[1]
8. BACK TO THE NIGHT（6:00）[1]
9. TIME II（4:02）[1]
10. 過ぎゆくすべてに（5:29）[1]
11. いつまでも変わらぬ愛を（4:37）[1]

## 参加ミュージシャン
- 織田哲郎 - ヴォーカル、ギター、12弦ギター、クラシック・ギター、キーボード、リズム & シンセサイザー・プログラミング、エレクトリック・シタール、オルガン、コーラス
  - 葉山たけし - リズム & シンセサイザー・プログラミング、キーボード、ギター、クラシック・ギター、コーラス
  - 近藤房之助 - ゲスト・ヴォーカル(M3)
  - 青山純 - ドラム
  - 伊藤広規 - ベース
  - 渡辺直樹 - ベース
  - ボビー・ワトソン - ベース
  - 勝田一樹 - サックス
  - 澤野博敬 - トランペット
  - 野村裕幸 - トロンボーン
  - 佐藤博 - クラヴィネット、エレクトリック・ピアノ
  - エルトン永田 - アコースティック・ピアノ
  - 小野塚晃 - エレクトリック・ピアノ、シンセサイザー
  - 渡部良 - コーラス
  - 岡柚瑠 - コーラス
  - 大黒摩季 - コーラス
  - 坪倉唯子 - コーラス
  - ちわきまゆみ - ボイス